# سن فرناندو ولی
سن فرناندو ولی (San Fernando Valley) (که به‌طور محلی ولی هم خوانده می‌شود) دره‌ای شهری شده‌است که در منطقه شهری لس آنجلس در جنوب کالیفرنیا واقع شده‌است، و با کوه‌های رشته‌کوه ترنسورس که آن را احاطه کرده تعریف می‌گردد.

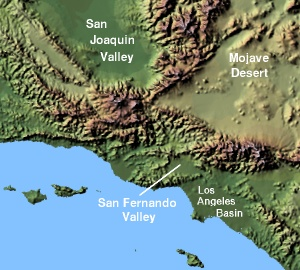
سن فرناندو ولی

حدوداً دو سوم سرزمین ناحیه ولی بخشی از شهر لس آنجلس است. دیگر شهرهای ولی گلندل، بربنک، سن فرناندو، هدن هیلز و کالاباساس هستند.
به دلیل فعالیت بسیاری از شرکت‌های فعال در صنعت پورنوگرافی در ناحیه سن فرناندو ولی، این منطقه به «هالیوودِ پورن» مشهور شده‌است.